# Гайны (Пермский край)
Га́йны (коми-перм. Гайна, букв. «Беличье гнездо») — посёлок (в 1963—1998 гг. — посёлок городского типа) в Коми-Пермяцком округе Пермского края России. Административный центр Гайнского района (муниципального округа).

## География
Посёлок находится на северо-западе Пермского края, в северной части Коми-Пермяцкого округа.
Ближайший город — Кудымкар — находится в 156 км к югу.

## История
Впервые в исторических документах Гайны упоминаются в переписных материалах, получивших название «Писцовые книги И. И. Яхонтова 1579 год». В то время в погосте Гайны было 17 дворов пашенных крестьян и 4 пустых пашни, а также 16 десятин леса пашенного.
Эта дата и считается официальным рождением населённого пункта. Однако, по материалам раскопок, проводимых археологами в разные годы, поселение Гайны относится к группе родановских памятников и возникло примерно в XI веке.
До Октябрьской революции населённый пункт Гайны входил в состав Гаинской волости, а в 1927 году — в состав Гаинского сельсовета.
По данным переписи 1926 года в Гайнах было 263 двора. Население составляло 1051 человек, из них 508 мужчин, 543 женщины; русских 1008, пермяков 39. Действовала школа первой ступени, больница, ветеринарный пункт, телефон и почта.
До 1963 года Гайны имели статус села. Постановлением Пермского облисполкома № 1/3 от 2 января 1963 года село Гайны преобразовано в посёлок городского типа, а в 1998 году — в посёлок (сельский населённый пункт).
С 2004 до 2019 года посёлок был административным центром Гайнского сельского поселения Гайнского муниципального района.

## Население
{{население|Гайны (Пермский край)
Национальный состав
| Национальности | 1926  | 1926  | 2002  | 2002 | 2002 |
| Национальности | число | %     | число | %    |      |
| -------------- | ----- | ----- | ----- | ---- | ---- |
| Всего          | 1051  | 100   | 4507  | 100  |      |
| русские        | 1008  | 95,90 | 3065  | 68   |      |
| коми-пермяки   | 39    | 3,71  | 1262  | 28   |      |
| прочие         | 4     | 0,38  | 180   | 4    |      |